# Samuël Willem Alexander van Voërst van Lynden

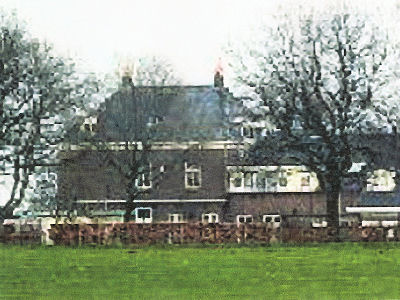
Huis De Groote Scheere, februari 2010

Samuël Willem Alexander baron van Voërst van Lynden (Ubbergen, 29 augustus 1904 – onbekend, mei 1945) was een Nederlandse burgemeester en verzetsman.

## Biografie
Van Lynden was een telg uit de familie Van Lynden en een zoon van Alexander Willem Frederik baron van Voërst van Lynden (1875-1945) en jonkvrouwe Anna Bregitta van Westervelt Sandberg (1870-1954), erfgename van het landgoed met het huis De Groote Scheere te Gramsbergen, en telg uit het geslacht Sandberg. Hij trouwde in 1934 met jonkvrouwe Johanna de Beaufort (1909-1988), lid van de familie De Beaufort; uit dit huwelijk werden drie dochters geboren en het gezin woonde op De Groote Scheere. Van Lynden was de laatste mannelijke telg van de tak Van Voërst van Lynden. Zijn kleindochter jonkvrouwe Jacqueline Quarles van Ufford schreef over hem en haar grootmoeder het boek  'Liefste, wij zijn op reis. Op zoek naar Sam van Voerst van Lynden'.
Na zijn studie rechten werd Van Lynden ambtenaar op de gemeentesecretarie van Driebergen-Rijsenburg. Van 15 augustus 1939 tot zijn dood in 1945 was hij burgemeester van zijn woonplaats Gramsbergen. Hij werd in de Tweede Wereldoorlog door de nazi's opgepakt en is overleden in mei 1945, tijdens een transport van Neuengamme naar onbekende bestemming. Na zijn overlijden benaderde de gemeente zijn weduwe, met het verzoek het burgemeestersambt over te nemen. Zij weigerde, omdat de kinderen nog klein waren.